# Червона рута (фестиваль)
Фестиваль «Черво́на ру́та» (RutaFEST) — регулярний всеукраїнський молодіжний фестиваль сучасної пісні та популярної музики, що з 1989 р. проводиться раз на два роки. У парні роки проводяться обласні відбіркові конкурси в кожній, без винятку, області України. У непарні роки — підготовка та проведення фінальних змагань фестивалю. Конкурси проводяться у шести жанрах: український автентичний фольклор, популярна, танцювальна, акустична, експериментальна та рок-музика. Між відбірковими та фінальними конкурсами постійно діє мистецька Школа-майстерня фестивалю. Фестиваль названо на честь відомої однойменної пісні Володимира Івасюка.

## Започаткування фестивалю
| Рік  | Місце           |
| ---- | --------------- |
| 1989 | Чернівці        |
| 1991 | Запоріжжя       |
| 1993 | Донецьк         |
| 1995 | Крим            |
| 1997 | Харків          |
| 1999 | Дніпропетровськ |
| 2001 | Київ            |
| 2003 | Київ            |
| 2005 | Київ            |
| 2007 | Київ            |
| 2009 | Чернівці        |
| 2011 | Київ            |
| 2013 | Київ            |
| 2015 | Маріуполь       |
| 2017 | Маріуполь       |
| 2019 | Чернівці        |
| 2025 | Львів           |
| 2027 |                 |

Ідея та назва фестивалю належить журналісту Івану Лепші, яку втілили в життя Тарас Мельник, Кирило Стеценко, Анатолій Калениченко, Олег Репецький та Іван Малкович.
Серед засновників Міністерство культури (Міністерство культури і туризму), Міністерство освіти і науки (Міністерство освіти і науки, молоді та спорту), Всеукраїнське товариство «Просвіта» імені Тараса Шевченка, Українська екологічна асоціація «Зелений світ», Українське історико-просвітницьке товариство «Меморіал» ім. Василя Стуса, Народний Рух України, Спілка письменників України, Спілка композиторів України, Український фонд культури, товариство «Україна» (товариство зв’язків з українцями за межами України).

## Положення проведення
Фестиваль є конкурсним і не вимагає вступних внесків для учасників.
Фестиваль проводиться у два етапи:
- Перший етап (відбірковий)
  - відбіркові конкурси у регіонах (в обласних центрах України, м. Сімферополь АР Крим, м. Севастополь, м. Київ);
  - фінальний відбірковий тур у м. Києві.
- Другий етап (заключний)
  - фінальні конкурси і Гала-концерт переможців фестивалю в одному з найбільших міст України

Жанри музики і автентичного фольклору:
- популярна музика (ейсід-джаз, тріп-хоп, електро, техно-поп, даб-хаус; а також стилів неоромантика, соул, фанк, диско, реггі і т.п.)
- танцювальна (дискотечна) музика (джангл, драм’н’бас, грув, діп-хаус, ембіент,транс, техно, хард-кор, рейв, реп, хіп-хоп, ультра-диско та ін.)
- рок-музика (інді, альтернатива, грандж, індастріал, психоделія; модерні напрямки важкої музики (нойз, дум, дез і т.п.),  а також нео-: панк-, фанк-, джаз-, поп-рок і т.п.)
- акустична музика (авторська пісня та співана поезія, тобто з текстами інших авторів, бард-театр, акустичний рок тощо)
- інша музика (альтернативні стилі, що виходять за жанрові і стильові межі зазначених вище жанрів.)
- автентичний фольклор
  - сольний та гуртовий спів
  - виконання українських народних обрядових дійств
  - сольна та гуртова інструментальна музика, кобзарсько-лірницьке виконавство

Разом з конкурсом виконавців проводяться конкурси на кращу пісню та кращий шлягер серед пісень. Пісні, визнаній кращою, присвоюється звання пісні-переможця, а пісні, що перемогла в конкурсі шлягерів, - звання кращого шлягера фестивалю. Їх автори нагороджуються дипломами.

## Переможці

### Перший фестиваль— Чернівці 1989

#### Програма
Перший фестиваль «Червона Рута» відбувся 17-24 вересня 1989 року в м. Чернівці. Попередні відбіркові конкурси відбувалися у кількох містах, не обов'язково обласних центрах. Так, наприклад, відбірковий конкурс по Черкаській області проходив у міському будинку культури м. Умань Черкаської області. Перемогу в цьому відбірковому конкурсі, а заодно й путівку до м. Чернівці, отримали черкащани Едуард Драч, Кость Павляк, рок-гурт «Екологія» (керівник — Геннадій Осипенко), а також гордість всього тодішнього українського андерграунду Андрій Миколайчук.
У Чернівцях конкурсні програми у жанрах рок- та попмузики проходили в Літньому театрі, а конкурс авторської (бардівської) пісні та співаної поезії організатори винесли далеко від центру міста, у низину парку, де практично не було глядачів, крім самих учасників та журі.
Учасників-фіналістів було дуже багато, що перевершило очікування організаторів. Так, концерти рок-музикантів проходили замість одного два дні, починаючись зранку об 11:00 і закінчуючись пізно увечері.
У рок-змаганнях брали участь знамениті гурти «Воплі Відоплясова», «Брати Гадюкіни», «Квартира № 50», «Зимовий сад», та багато інших.  А організатори фестивалю та члени журі просто були приголомшені такою величезною кількістю конкурсантів та їхнім високим рівнем.
Ірина Білик виступала в українському стилізованому костюмі, відспівала невдало, не очікуючи результатів, поїхала додому. Під час конкурсного виконання власних творів у Костя Павляка раптово вимкнулася електрика, і він, не зупиняючись, доспівував у темноті, без мікрофона, лише під акомпанемент гітари. Жовто-блакитні прапори тоді ще були під забороною, і чернівецькі міліціонери несамовито кидалися на кожен такий прапор, стараючись відібрати й пошматувати його.
На завершальному концерті, котрий відбувався на центральному стадіоні Чернівців, місцева міліція переслідувала будь-які прояви «націоналізму», затримувала молодих дівчат (багато було молоді з популярного «Товариства Лева»), котрі були вдягнені в жовті кофтинки та блакитні спідниці. Їх силоміць виводили за межі стадіону. На знак протесту проти цього міліцейського свавілля просто під час концерту виступили Марійка Бурмака, Тарас Курчик та Василь Жданкін.
Протягом фестивалю щодня виходила газета «Червона рута. Вісник фестивалю». Усього вийшло в світ шість чисел газети (за іншими джерелами-вийшло сім чисел). (Перед-)Останній накладом 5000 примірників вийшов 24 вересня 1989 р. Ціна — 30 радянських копійок. Газета виходила під гаслом «Пролетарі всіх країн, єднайтеся!». Над газетою працювали: редактор Мирослав Лазарук, журналісти Галина Бойчук, Василь Ворон, Василь Гриб, Еммануїл Друкман, Ольга Клейменова, Лариса Королевська, Юрій Луканов, Василь Теремко й Алла Федорина.

#### Переможці
Гран-пріВасиль Жданкін (м. Львів)
Солісти і ансамблі попмузики
- Першої премії не присуджено.
- Друга: Тарас Курчик (Львівська область), Андрій Миколайчук (Черкаська область), «Млин».
- Третя: «Мальви» (Львів), Павло Дворський (Чернівці), «Заграва» (Коломия, Івано-Франківська область).
- Нагороджено дипломами: Галина і Леся Тельнюк, Олександр Гаркавий (Луцьк), Марина Музика-Беджанова (Оренбург), «Аванс» (Запоріжжя), «Край» (Закарпатська область), «Еней» (Рівненська область), Віталій Свирид (Київ), В. Грицишин (Дніпропетровська область).

Рок-ансамблі
- Перше місце: «Сестричка Віка» (Львів)
- Другі місця: «Кому вниз» (Київ), «Брати Гадюкіни» (Львів).
- Треті місця: «Зимовий сад» (Київ), «Незаймана земля» (Луцьк).
- Дипломами нагороджено: Юрко Товстоган (Київ), «Кафедра зеленої музики» (Дніпро), «Перон», «Рок-ціп-клуня-бенд», «ВВ», «Гуцули» (Косів), група Євгена Масловича (Донецьк), «Воля» (Львів).

Співці
- Перше місце: Едуард Драч (Черкаси), Віктор Морозов (Львів).
- Друге місце: Андрій Панчишин (Львів), Марія Бурмака* (Харків).
- Дипломами нагороджено: Володимир Давидов (Кіровоградська область), Олег Покальчук, Іван Сітарський (Львівська область), Леся Улична і Леся Горова (Львів), Ігор Кравчук (Чернівці), Володимир Кіндратишин (Івано-Франківськ), Андрій Чернюк (Київ), Станіслав Щербатих (Івано-Франківськ), Іван Козаченко (Київ), Кость Павляк (Черкаси), Василь Чинч (ЧССР), Олесь Доля (Львів), «Рутенія» (Київ), Тарас Чубай (Львів).

Пісні-лауреати
- «Пролетіло літо» муз. О.Мельника, сл. О.Мезенцевої.
- «Мольба» муз. Г. Гавриленка, сл. Д. Павличка.
- «Я буду жити» муз. В. Грицишина, сл. І. Франка.

Медіацентр «Розмай» створив 6-серійний фільм про історію створення фестивалю.

### Запоріжжя 1991
Серед чернівецьких учасників «Червоної рути-91» (Алла Наталушко, Леонід Корінець, Еміль Крупник, поп-гурт «Тандем», рок-група «Д'еректор») лауреатами не став ніхто. Опісля Запоріжжя «Червона рута» нібито знову мала повернутися до Чернівців. Назарій Яремчук навіть висловлював думку, що є плани розвинути на фестивалі й дитячу та юнацьку пісню — її виконавцям буде від 7 до 17 років. Але вже тоді фестиваль визначив свою культурно-просвітницьку місію — орієнтуватися на ті регіони, де не лише про українську музику, але й культуру мало знають.
Переможці:
- «Андрій Кіл», Львів
- «Пліч-о-пліч» (Ольга Юнакова), Львів
- Жанна Боднарук, Чернігів
- «Табула Раса», Київ
- «Жаба в дирижаблі»,
- «Лівий Берег», Прилуки
- «Плач Єремії», Львів
- Інесса Братущик і Орест Хома, Львів
- Ірчик зі Львова, Львів
- Сестри Тельнюк, Київ
- «Мертвий півень», Львів
- В'ячеслав Хурсенко,
- гурт «Бункер Йо»,
- Тарас Житинський,
- «Форте»,
- Віктор Царан, Андрій Чернюк, бард-гурт «Мак-Дук» (авторська пісня).

### Донецьк 1993
Триколірний червоно-чорно-білий фестивальний прапор (символ рок-, попмузики та авторської пісні) височить на центральній площі. 128 солістів, гуртів та бардів приїхали в Донецький край. Найслабше на фестивалі виступили барди.
- «Брати блюзу» (Калуш, Івано-Франківської обл.) — Гран-прі.
- Олександр Пономарьов (Хмельницький)
- Ірина Шинкарук (Житомир)
- Алла Попова (Біла Церква, Київської обл.),
- «Турбо-техно-саунд» (Івано-Франківськ)
- Роман Бурлак, Коломия
- «Анна-Марія» (Тернопіль)
- «Піккардійська терція» (Львів)
- гурти «Неборак-рок-бенд», «Нація», «Вій», «999» (рок-музика),
- Олександр Войтко, Вікторія Лозова, Сергій Шишкін (авторська пісня).

### Крим 1995
Крим мав відкрити для себе Україну. У двох його найбільших містах (Сімферополі та Севастополі) відбувалася четверта «Рута». 3 10 осіб — такою була кількість конкурсантів. На «Червоній руті-95» вперше заявила про себе українська сучасна танцювальна музика. У її жанрі переможцями стали Олександр Коновалов, «Шао? Бао!», EL Кравчук, «The Вйо».
- Олександр Коновалов, Березанка, Миколаївської обл.
- EL Кравчук, Київ
- Марина Одольська, Кам'янець-Подільський, Хмельницької обл.
- Наталя Могилевська, Кривий Ріг
- Ані Лорак, Київ
- «Всяк випадок», Київ
- «Шао? Бао!», Дніпро
- «The ВЙО», Кобеляки Полтавської обл.
- «Вхід у змінному взутті», Рівне
- Катя Бужинська (Ящук), Чернівці
- Дует «Обрій», гурти «Колесо», «Цвіт папороті» (авторська пісня),
- Христина Руденко, Марина Одольська, Ані Лорак, Лілія Остапенко, Богдан Дашак (поп-музика),
- «Адизелейтор» (Рівне), «Всяк випадок» (Київ), «Ледь живі» (Володимир), чернівецький «Раптовий напад», Армада (Київ), Рокові Яйця (Слов'янськ), Мотор'ролла (Хмельницький) (рок-музика).
- Формула води — переможець у жанрі танцювальної музики, володар спеціальної відзнаки фестивалю за створення яскраво національно-виражених творів у сучасній танцювальній музиці.

### Харків 1997
На п'ятій «Руті» з конкурсантами вперше працювала ціла армія стилістів, продюсерів, хореографів, вокалістів. До Харкова з'їхалося 94 солісти та гурти. У журі зазначали: якщо раніше доводилося відшукувати тих, хто звертається до національної тематики, то нині настав час обирати найкращих серед таких. Кризу на цьому фестивалі переживала авторська пісня, жанр якої вже трансформувався у жанр акустичної музики. Серед співців було присуджено лише третю премію, яку отримали Дмитро Гарбуз та гурт «Дим коромислом». Шлягером фестивалю стала пісня харківського гурту «Танок на майдані Конґо» «Зроби мені хіп-хоп». На харківській «Руті» існувала думка, що репертуар виконавців дуже схожий. Можливо, далася взнаки тісна співпраця дирекції з постійними авторами пісень.
Переможці «Червоної рути-97»: «Фактично самі» (хлопці зробили першу спробу переосмислити національний фольклор через призму панк-року), Яна Яновська (попмузика), чернівецький гурт «ІОА-4» (танцювальна музика), а також:
- Катя Chilly (Київ)
- «Танок на майдані Конґо» (Харків)
- «Кабріолет Лісничого» (Севастополь)
- «Спалахнув Шифер» (Ужгород)
- Юлія Лорд (Київ)
- Інеса (Івано-Франківськ)
- «Радослав» (Харків)
- «Тартак» (Луцьк)
- «ДАТ» (Сміла, Черкаська обл.)
- «So» (Київ)
- «Мотор'ролла» (Хмельницький)
- «Bombtrack» (Київ)

### Дніпропетровськ 1999
- Росава, Київ
- «Автентичне життя» (Ярослава Мельник), Київ
- Тетяна Рожановська, Дніпро
- «Потужні дівчата» (Соломія Мельник), Київ
- Ліза-Олена, Донецьк
- «Спідвей», Запоріжжя
- «Основний показник», Луцьк
- «Димна суміш», Чернігів
- «Лос Динамос», Рівне
- «ДНД», Дніпро
- «ГДР», Хмельницький-Київ

### Київ 2001
- Володимир Питель, Львів
- Інна Олійник, Київ
- Юліана Матасова, Черкаси
- Вілен Арустамов, Перечин, Закарпатська область
- Олена Арутіна, Лебедин, Сумська обл.
- Ніна Ольшевська, Броди, Львівська обл.
- Анастасія Букіна, Одеса
- Євген Воєвітко, Чернівці
- «Очеретяний кіт», Вінниця
- «Рок сніжок», Вінниця
- «Крихітка Цахес», Київ
- «Збий попілз», Київ

### Київ 2003
- Мирослава Тузюк, Вінницька обл. смт Оратів
- Марта Любчик, Тернопіль
- Настя Кочетова, Червоноград Львівської обл.
- Дарина Дуденець, Хмельницький
- «ЗАУ», Чернівці
- «FOC», Запоріжжя
- «Side effect», Харків
- «Не стій під напругою», Черкаси-Київ
- «Pins», Кременчук, Полтавська обл.
- «Верховна зрада», Львів

### Київ 2005
- Яна Куришко, Рівне
- Сестри Балан, Луцьк
- Катерина Гапочка, Хмельницький
- Валентин Поворозник, Созонівка, Кіровоградська обл.
- Сергій Шабан та Шеша, Світловодськ, Кіровоградська обл.
- Проект «Веселка», Івано-Франківськ
- «Да Біт», Одеса
- «Пан Пупец», Івано-Франківськ
- «Ді енд Ей», Лозова, Харківська обл.
- «Вигнанці з раю», Чернігів

### Київ 2007
- «Дуліби», Рівне
- Тетяна Ширко, Костопіль, Рівненська обл.
- Василь з конопель, Івано-Франківськ
- «Нью Мастак MCs», Іванівка, Кіровоградська обл.
- «Хай вей», Тернопіль
- «Рівно 3:45», Рівне
- «Контрабас», Полтава
- «Акустичний проект», Вінниця
- «Легенда», Миколаїв
- Валентин Поворозник, Созонівка, Кіровоградська обл.
- «Луковий погрібок», Білгород-Дністровський, Одеська обл.
- «Кремп», Чернівці
- «Декорум», Вінниця
- «Кожному своє» Львів
- «Outcry», Луцьк
- «1/16 трактора», Луганськ
- «Екстазі», Рівне
- «Мейбі ПаПа», Одеса
- MLLM, Вінниця

### Чернівці 2009
- Гран Прі — «Солома гурт» та Соломія Мельник;

На фестивалі «Червона рута-2009» журі вирішило не присуджувати перше місце у жанрі попмузики, рок-музики та сучасної танцювальної музики. У цих жанрах розподілено лише друге та треті місця.
У жанрі попмузики на фестивалі «Червона рута» друге місце присуджено Тетяні Клименко (м. Красний Луч Луганської області) та Аліні Башкіній (м. Донецьк), третє місце — Тарасу Василенку (м. Запоріжжя), Ользі Троян (м. Київ), Ларисі Шелест (м. Бердянськ, Запорізької області).
У жанрі сучасної танцювальної музики призові місця дісталися гуртам «Найс Дей» із Харкова (друге місце) та «Хіп-Хоп Фемілі» із Хмельницького (третє місце).
У жанрі акустичної музики переможцями стали київський гурт «Даха-Браха», друге місце вибороли «TaRuta» (м. Київ), Ольга Діброва (смт. Горностаївка, Херсонської області), Адлібітум (м. Київ), третє — Брати Золотухіни із Луганська.
У жанрі «Інша музика» перемогу здобула співачка Млада із Києва, друге місце — львівський «ШоколаD», третє — «Верховна Зрада» (м. Львів) та «Зелені Сестри» (м. Тернопіль).
Серед рок-гуртів на другому місті опинилися гурти: «PoliКарп» (м. Київ, «КораЛЛі» (м. Івано-Франківськ), «Ценевам-Цекотам» (м. Городенка Івано-Франківської області); на третьому місті гурти: «Культ» (м. Кіровоград), «Цвіт Кульбаби» (м. Івано-Франківськ), «Еліс» (м. Київ).
Названо також дипломантів у різних жанрах, окрім «іншої музики».
Дипломанти в галузі попмузики:
- Ольга Мельник (м. Вінниця)
- Лосєва Марина (м. Харків)
- Яна Мойсеєва (м. Сімферополь)
- Катерина Овчаренко (м. Донецьк)
- Марина Тимофійчук (м. Чернівці)
- Дана Цюрупа (м. Чернівці)
- Оксана Корзун (с. Велика Березовиця, Тернопільський р-н, Тернопільської обл.)

Дипломанти в галузі сучасної танцювальної музики:
- Р. К. С. (м. Кременчук Полтавської області)
- Бабка Рапуха Та Козак Амур (м. Харків)

Дипломанти в галузі акустичної музики:
- Трикита (м. Миколаїв)
- Роман Кинів (м. Ужгород)
- Телері (м. Київ)

Дипломанти в галузі рок-музики:
- Веселі Стаканчики (м. Миколаїв)
- Еплсін (м. Миколаїв)
- Догма (м. Горлівка, Донеччина)
- Янсен Кукансен (м. Херсон)
- Зворотна Тяга (м. Івано-Франківськ)
- Гапочка (м. Київ)
- Нейроз (м. Коломия, Івано-Франківська обл.)
- Оратанія (м. Львів)
- Verlibena (м. Сімферополь)
- Мурени (м. Біла Церква, Київської області)
- Пестициди (м. Чернівці)
- ДТ-75 (м. Верхньодніпровськ, Дніпропетровської області)
- Повний Привід (м. Тернопіль)
- МАРТОВІ (м. Вінниця)

### Київ 2011
Популярна музика
Лауреати
- ІІ премія — Тетяна Радостєва (Юрківка)
- ІІІ премія — Марія Горобцова (Рогань)
- ІІІ премія — Анна Шатілова (Запоріжжя)

Дипломанти
1. Дмитро Кравченко (Красний Луч)
2. Руслана Лоцман (Сигнаївка)
3. Юлія Голуб (Хмельницький)
4. Тетяна Ігнатенко (Бердичів)

Сучасна танцювальна музика
Лауреати
- ІІІ премія — Різні (Хмельницький)

Дипломанти
1. Альтер еґо (Ужгород)
2. Ді-форс (Тернопіль)

Акустична музика
Лауреати
- ІІ премія — Крапка (Запоріжжя)
- ІІ премія — Вперше Чую (Київ)
- ІІІ премія — Rainmen (Чернігів)
- ІІІ премія — Євген Кудлатий (Харків)
- ІІІ премія — Бардрок (Євген Мельников, Житомир)

Дипломанти
1. Телері (Київ)
2. Юлія Полюлях (Чернівці)

Рок-музика
Лауреати
- ІІ премія — Rock-H (Мукачеве)
- ІІ премія — ЧумацьКий шЛяХ (Хмельницький)
- ІІІ премія — Jump to sky (Дружківка, Краматорськ, Слов'янськ)
- ІІІ премія — KALIKAband (Київ)
- ІІІ премія — Соніз (Чернігів)
- ІІІ премія — Ad fontes (Глухів)

Дипломанти
1. Red Fox (Каховка)
2. Час уперед (Цюрупинськ)
3. ДТ-75 (Верхньодніпровськ)
4. Печворк (Черкаси)
5. Палестина (Рівне)
6. On the Edge (Стрий)
7. Трутні (Київ)

Інша музика
- I премія — ILLARIA (Київ)
- ІІ премія — SЮR BAND (Київ)
- ІІІ премія — Оркестр Бобовата (Івано-Франківськ)
- ІІІ премія — Рома Малеротта (Севастополь)
- ІІІ премія — Забава Brass (Кам'янець-Подільський)

### Київ 2013
Популярна музика
Лауреати
- ІІІ премія — Інна Гласова (смт. Вовковинці, Деражнянський район, Хмельницька обл.)
- ІІІ премія — Мирослава Копинець (м. Ужгород, Закарпатська обл.)
- ІІІ премія — Інна Стар (Inna Star) (Інна Коваленко) (м. Чернігів)
- ІІІ премія — гурт «Віскула» («VISCULA») (м. Луцьк, Волинська обл.)
- ІІІ премія — Рожко Валентина (Кам'янець-Подільський, Хмельницька обл.)

Дипломанти
1. Діана Шевчук (с. Буяни, Луцький р-н, Волинська обл.)
2. Катерина Лопатіна (с. Восход, Красногвардійський р-н, АР Крим)
3. Юля Лисичкіна (м. Харків)
4. Валерія Наливайко (м. Київ)
5. Маргарита Кардаш (с. Затурці, Локачинський район, Волинська обл.)
6. Альона Біда (с. Дудчани, Нововоронцовський район, Херсонська обл.)

Сучасна танцювальна музика
Лауреати
- ІІІ премія — Гурт «Проект 5 океан» (Тарас Грушко) (м. Липовець, Вінницька обл.)

Акустична музика
Лауреати
- І премія — Гурт «Фолькнери» (м. Київ)
- ІІ премія — Гурт «ПікUP» (м. Кривий Ріг, Дніпропетровська обл.)
- ІІ премія — Гурт «Крамниця думок» (м. Харків)
- ІІІ премія — Гурт «Телері» (м. Київ)
- ІІІ премія — Гурт «Без нот» (м. Бучач, Тернопільська обл.)
- ІІІ премія — Гурт «Колір» (м. Запоріжжя)

Дипломанти
1. Гурт «Ай Аг Аш» (м. Запоріжжя)
2. Гурт «Гармошка Джона» (Антон Самсоненко) (м. Севастополь)
3. гурт «Flying Swan» (м. Старобільськ, Луганська обл.)

Рок-музика
Лауреати
- І премія — Гурт «Штандари» (м. Вінниця)
- І премія — Гурт «Свентояр» (м. Харків)
- ІІ премія — Гурт «Бандурбенд» (м. Харків)
- ІІ премія — Гурт «DASH» (м. Київ)
- ІІІ премія — Гурт «Simona Lee» (м. Донецьк)
- ІІІ премія — Гурт «Legenda Folium» (м. Харків)

Дипломанти
1. Гурт «Час уперед» (м. Херсон)
2. Гурт «Дзвони сонця» (м. Львів)

Інша музика
- I премія — Гурт «Dakh Daughters» (м. Київ)
- І премія — Гурт «ДомРа» (м. Київ)

Дипломанти
1. Гурт «3V1» (м. Львів)

### Маріуполь 2015
Акустична музика
диплом та відзнака за втілення національних традицій та розкриття народної тематики, — Андрій Юрчок кобза Остапа Вересая
РОК-МУЗИКА
ЛАУРЕАТИ
• І премія — Гурт «Яри» (м. Краснокутськ, Харківська обл.)
• ІІ премія — не присуджено
• ІІІ премія — Гурт «Ефект метелика» (м. Черкаси, Черкаська обл.) Відзнака — за сучасне втілення національних музичних традицій
• ІІІ премія — Гурт «Red Fox» (м. Каховка, Херсонська обл.) Відзнака — за сучасне втілення національних музичних традицій
ДИПЛОМАНТИ
• Диплом — Гурт «Мимовільні» (м. Бровари, Київська обл.)
• Диплом — Гурт «Смолова галерея» (м. Слов'янськ, Донецька обл.)
• Диплом — Гурт «My Favorite Black» (м. Дніпро, Дніпропетровська обл.)
ДИПЛОМИ З ВІДЗНАКОЮ
• Диплом — Гурт «Амплітуда» (м. Івано-Франківськ) — за розкриття патріотичної тематики
• Диплом — Гурт «Скальп конкістадора» (м. Миколаїв) — за розкриття патріотичної тематики
• Диплом — Гурт «Чорне сяйво» (м. Кропивницький, Кіровоградська обл.) — за оригінальний стиль
• Диплом — Гурт «Shoes» (м. Шепетівка, Хмельницька обл.) — за розкриття патріотичної тематики
• Диплом — Гурт «Контрверсія» (м. Кіропивницький, Кіровоградська обл.) — за розкриття патріотичної тематики
• Диплом — Гурт «Земля Мерцани» (м. Корець, Рівненська обл.) — за розкриття патріотичної тематики
• Диплом — Гурт «14 днів» (м. Маріуполь, Донецька обл.) — за розкриття патріотичної тематики
ВІДЗНАКИ
• Відзнака — Гурт «Dream team» (м. Маріуполь, Донецька обл.) — наймолодшому рок-гурту фестивалю
• Відзнака — Гурт «Ланцюгова реакція» (м. Кіровоград, Кіровоградська обл.) — за активну громадянську позицію
• Відзнака — Гурт «Час уперед» (м. Цюрупинськ, Херсонська обл.) — за активну громадянську позицію
• Відзнака — Гурт «Схід сонця» (смт. Краснопілля, Сумська обл.) — за активну громадянську позицію
• Відзнака — Гурт «Electric Band» (м. Каховка, Херсонська обл.) — за активну громадянську позицію
• Відзнака — Гурт «Без назви» (с. Радсад, Миколаївська обл.) — за активну громадянську позицію
• Відзнака — Гурт «Діагноз» (м. Чернівці, Чернівецька обл.) — за активну громадянську позицію

### Маріуполь 2017
Рок-музика
Лауреати
- І премія — гурт «Ґенеза» (м. Кривий Ріг, Дніпропетровська обл.)
- ІІ премія — гурт «MNISHEK» (м. Київ)
- ІІ премія — гурт «РояльКіт» (м. Кривий Ріг, Дніпропетровська обл.)
- ІІІ премія — гурт «Анґажемент на вівторок» (м. Павлоград, Дніпропетровська обл.)
- ІІІ премія — гурт «Вільнавілла» (м. Запоріжжя)
- ІІІ премія — гурт «Медовий полин» (м. Борщів, Тернопільська обл.)

- ІІІ премія — гурт «SunScream» (м. Маріуполь, Донецька обл.)

Дипломанти
- Диплом — гурт «Бекінґем» (м. Кам'янець-Подільський, Хмельницька обл.)
- Диплом — гурт «Верлібр» (м. Рівне)
- Диплом — гурт «Друже Музико» (м. Одеса)
- Диплом — гурт «Колесо» (м. Київ)
- Диплом — гурт «Коло Дій» (м. Київ)
- Диплом — гурт «МиМоВільні» (м. Бровари, Київська обл.)
- Диплом — гурт «Теорія інших» (м. Гадяч, Полтавська обл.)
- Диплом — гурт «Фабі Начі» (м. Київ)
- Диплом — гурт «Цвях» (м. Нововолинськ, Волинська обл.)
- Диплом — гурт «ЦелоFunk» (м. Сміла, Черкаська обл.)
- Диплом — гурт «EFIR» (м. Кропивницький)
- Диплом — гурт «NemOmeN» (м. Маріуполь, Донецька обл.)
- Диплом — гурт «NeverEnd» (м. Луцьк)
- Диплом — гурт «NewMa» (м. Київ)
- Диплом — гурт «ManGust» (м. Рівне)[3]

## Цікавинки
1. Ірина Білик не була лауреатом ані першої «Червоної Рути», ані будь-якої іншої.
«З 1988 року Ірина Білик починає працювати над власним репертуаром і вже 1989 року бере участь у фестивалі „Червона Рута“. Живучи в готелі з поганими умовами, Ірина Білик захворіла й, на її думку, невдало виступила на конкурсі. Хоча вже тоді вона зуміла привернути серйозну увагу фахівців. Участь у „Червоній руті“ 1989 року була першою і останньою участю Ірини Білик в конкурсних акціях як учасниці.»[5]
2. Дипломанти першої «Червоної Рути» так і не отримали від Дирекції та Оргкомітету своїх дипломів.
3. Василь Жданкін (гран-прі 1989 р.) до своєї трагічної загибелі на початку осені 2019 року мешкав у м. Кременець і співав у церковному хорі разом з Миколою Гнатюком.
4. У Чернівці на час фестивалю був спеціально запрошений мольфар з Карпат пан Михайло Нечай для розгону дощових хмар. Запросили ж його особи із ЦК ЛКСМ(У).
5. Міліція в Чернівцях репресувала людей, котрі мали на собі одяг, схожий до жовто-блакитного прапора, котрий тоді був заборонений. Людей били кийками, кидали у «воронки», змушували перевдягатися тощо.
6. Учасниця «Сестричка Віка» написала свої переможні пісні «Ганьба» та «Шахтарські бунти» за два дні до поїздки на фестиваль. Пісня «Співці» була написана Даркою та Славком у поїзді «Львів—Чернівці», коли 1989 року вони їхали на перший фестиваль «Червона рута». Пісня «Там на Лемківщині» була написана Костянтином Павляком теж за два дні до поїздки в Чернівці.
7. Пісня «Там на Лемківщині» завдяки випадковому диктофонному запису поширилась серед молоді, зокрема пластунів, та через 10-15 років стала народною.
8. Багато учасників фестивалю їхали на цей «націоналістичний шабаш» за путівками місцевих комітетів комсомолу. Комітети комсомолу оплачували проїзд, добові та проживання.
9. Одним з музикантів, які акомпанували на сцені «сестричці Віці», був музикант Леонтій Бебешко, відомий пізніше як Левко Дурко.